# Années 600 av. J.-C.
Les années 600 av. J.-C. couvrent les années de 609 av. J.-C. à 600 av. J.-C.

## Événements
- 610 av. J.-C. : prise de Harran, où s’est réfugié le dernier souverain d’Assyrie Assur-uballit II, par les coalisés Babyloniens et Mèdes[1].
- 610-561 av. J.-C. : règne d’Alyatte II, roi de Lydie[1]. Il conquiert Smyrne, colonie de Colophon, déclare la guerre à Clazomènes et continue la guerre contre Milet qu’il bat à deux reprises, à Liménium et dans la plaine du Méandre[2].

- Vers 610 av. J.-C. : Thrasybule devient tyran de Milet. Il parvient par la ruse à un accord avec le roi Alyatte II de Lydie qui lui faisait la guerre[3].
- Vers 610-600 av. J.-C.[4] : Sparte met fin à la révolte des Messéniens, qui sont réduits en esclavage (cf. Hilotes)[5].
- 609-594 av. J.-C. : le pharaon Nékao II succède à son père Psammétique Ier[1]. Pendant son règne, l’Égypte connait une période de renaissance économique : remise en activité du canal du Nil à la mer rouge, périple de marins phéniciens autour de l’Afrique envoyés par Néchao[6]. Selon Hérodote, ils partent de la mer Érythrée, et débarquent chaque automne pour ensemencer le sol et attendre la récolte. Ils doublent les colonnes d’Héraclès et rejoignent l’Égypte la troisième année.

- 609 av. J.-C. : les Égyptiens du pharaon Néchao II envahissent la Syrie-Palestine pour soutenir le dernier roi assyrien Ashur-ubalit II qui tente de reconquérir Harran contre Nabopolassar et les Mèdes. Josias, roi de Juda, tente de s’opposer à l’avance de l’armée de Néchao à Megiddo. Il est tué dans cette bataille (mai-juin). Les Égyptiens occupent Karkemish. Néchao soumet la Palestine et la Syrie jusqu’à l’Euphrate. Ashur-uballit II est tué par les Mèdes et les Babyloniens, peut-être en tentant de reconquérir Harran. L’empire assyrien disparait et laisse la place à la domination de Babylone[1].
- 609-598 av. J.-C. : règne de Joachaz (Yehôachaz) puis de Yehôyaqîm, rois de Juda. À la mort de Josias, l’assemblée du peuple proclame son fils cadet Joachaz. Trois mois plus tard, Néchao le fait prisonnier, impose un tribut à Juda, et établit comme roi Elyaqîm, fils aîné de Josias, qui change son nom en Yehôyaqîm (Joïaqim). Yehôyaqîm reconnaît la suzeraineté de l’Égypte et paye le tribut en levant un impôt spécial. Après la victoire de Nabuchodonosor II sur Néchao à Karkemish et de la prise d’Ascalon (604 av. J.-C.), Yehôyaqîm lui est soumis trois ans[7].

L'Urartu de 610 à 585 av. J.-C..

- 608-607 av. J.-C. : Nabopolassar s’engage en Urartu mais ne réitère pas cette tentative septentrionale devant la puissance montante des Mèdes[8]. L’Urartu est par la suite conquise par les Médes de Cyaxare.

- 608 av. J.-C. : en Sicile, à Léontinoi, le polémarque Panaitios organise le massacre de l’oligarchie et devient le tyran fournissant ainsi le modèle d’un régime politique qui prévaut largement tout au long de l’histoire de la Sicile grecque[9].

- 607 av. J.-C. : Nabuchodonosor est chargé par son père Nabopolassar de chasser les Égyptiens de Syrie[1].
- 30 juillet 607 av. J.-C. : éclipse solaire visible en Mésopotamie[10].
- Vers 607 av. J.-C. : Athènes s’empare de Sigée, colonie de Lesbos sur l’Hellespont. Phrynon, qui dirige l'expédition, est tué en combat singulier par Pittacos de Mytilène, mais Sigée reste aux Athéniens par un arbitrage de Périandre, tyran de Corinthe[11].
- 607-586 av. J.-C. : règne de Zhou Dingwang, neuvième roi des Zhou Orientaux en Chine[12].
- Mai-juin 605 av. J.-C. : Nabuchodonosor, après deux ans de tentatives infructueuses, bat le pharaon d’Égypte Nékao II à la bataille de Karkemish. Il avance en Palestine jusqu’à Péluse, à la frontière avec l’Égypte, mais regagne rapidement Babylone (23 jours) lorsqu’il apprend la mort de son père pour s’y faire couronner. Après cette défaite, Nékao II est obligé, à la fin de son règne, d'abandonner toutes ses possessions (et prétentions) asiatiques au nord de Gaza[1].
- 1er septembre 605 av. J.-C. : mort de Nabopolassar, roi de Babylone[1].

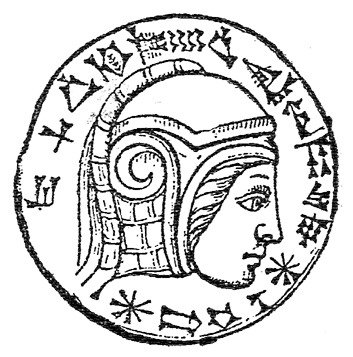
Gravure sur un œil d'onyx comportant une inscription de Nabuchodonosor II.

- 23 septembre 605 av. J.-C. : Nabuchodonosor II devient roi de Babylone après la mort de son père Nabopolassar[1]. Il continue l’œuvre de restauration engagée par son père. Il remodèle la capitale, Babylone, et engage d’importants travaux dans les villes méridionales, en particulier à Ur, Uruk, Larsa, Kish, Borsippa et Sippar. Il réorganise l’administration, et la bureaucratie connaît sous son action un essor remarquable. Nabuchodonosor entreprend d’immenses travaux à Babylone, alors la plus grande ville de toute l’Antiquité orientale, qui atteint ou dépasse 80 000 habitants. C’est une métropole financière, un centre économique majeur et une capitale intellectuelle.
- 604 av. J.-C. : Nabuchodonosor II retourne en Syrie-Palestine pour percevoir les tributs de Damas, Tyr, Sidon et Jérusalem et pour détruire Ascalon dont le roi s’était révolté[1]. Il devra intervenir presque chaque année en Syrie et en Palestine, surtout au début de son règne, pour mater de fortes résistances souvent attisées par l’Égypte.
- 18 mai 603 av. J.-C. : éclipse solaire[10].
- 20 septembre 601 av. J.-C. : éclipse solaire[10].
- 601 av. J.-C. : bataille indécise en Palestine entre l’Égypte et Babylone[1].